# Мартинович, Денис Александрович
Дени́с Алекса́ндрович Мартино́вич (бел. Дзяніс Аляксандравіч Марціновіч; род. 8 августа 1986, Минск) — белорусский историк, литературный и театральный критик, литературовед, журналист. Кандидат исторических наук (2015). Лауреат «Национальной литературной премии».

## Биография
Родился в семье писателя Алеся Мартиновича. Окончил Лицей Белорусского государственного университета (2004). Как победитель республиканской олимпиады по истории был зачислен без экзаменов на исторический факультет БГУ, который окончил в 2009 году с красным дипломом. В 2010 году окончил магистратуру. В 2015 году под руководством профессора Олега Яновского защитил кандидатскую диссертацию на тему «Становление советской высшей школы (1917 — середина 1930-х гг.)».
В 2010—2013 годах обозреватель газеты «Литература и искусство» (бел. «Літарату́ра і маста́цтва»). В 2016—2021 годах — редактор отдела культуры портала TUT.BY.

## Творчество

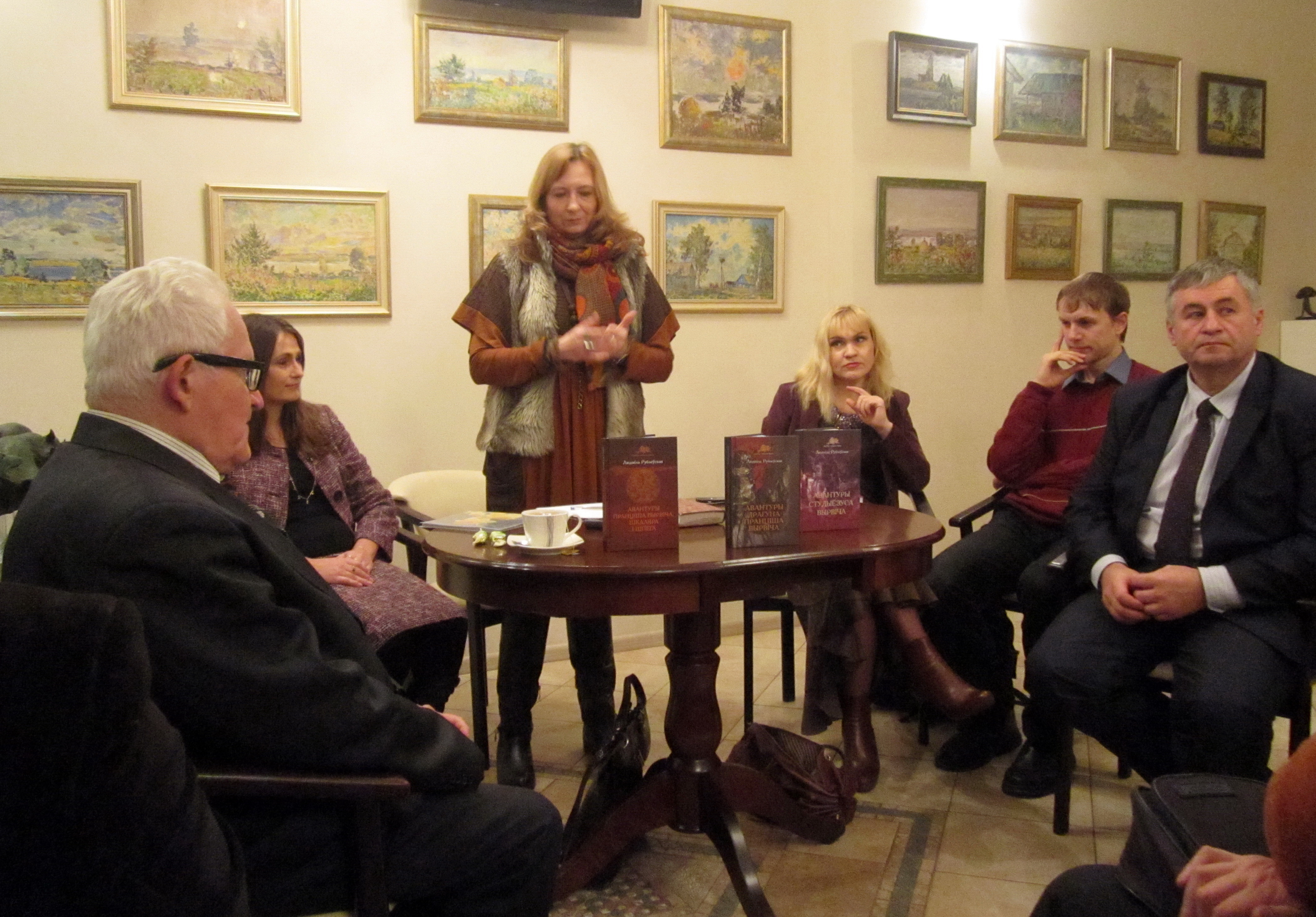
Презентация книги Людмилы Рублевской. Слева направо: Адам Мальдис, Анна Бутырчик, Людмила Рублевская, Анна Кислицина, Денис Мартинович, Александр Карлюкевич

Печатается с 1999 года. Пишет на белорусском и русском языках.
Автор книг о классике белорусской литературы Владимире Короткевиче, которые вызвали большой резонанс:
- «„Донжуанский список“ Короткевича: Литературоведческие исследования и статьи» (бел. '«Донжуанскі спіс Караткевіча») (Мн.: «Четыре четверти», 2012. — 114 с.). — ISBN 978-985-7026-43-2.
- «Женщины в жизни Владимира Короткевича» (бел. «Жанчыны ў жыцці Караткевіча») (Мн.: «Чатыры чвэрці», 2014. — 178 с). — ISBN 978-985-7058-53-2.

В них исследуются личности тринадцати женщин, которых любил Владимир Короткевич. В том числе Раисы Ахматовой, Нины Молевой и Новеллы Матвеевой. Имена некоторых из героинь книги введены в научный оборот впервые.
В 2023 году в издательстве «Янушкевич» вышла написанная им биография руководителя БССР Николая Слюнькова:
- «Слюнькоў. Палітычная біаграфія» (Зомбки: «Янушкевіч», 2023. — 296 с. — ISBN 978-83-970292-0-0)[4].

Печатался в журналах «Беларуская думка», «Дзеяслоў», «Маладосць», «Мастацтва», «Нёман», «Полымя», «Роднае слова», газетах «Культура», «Літаратура і мастацтва», «Настаўніцкая газета» и других.

### Рецензии на книги Д. Мартиновича
- Літаратуразнаўства і донжуанства. Рецензия на книгу «„Донжуанскі спіс“ Караткевіча» Безлепкиной О. П.
- Дакументы і факты. Рецензия на книгу «Жанчыны ў жыцці Уладзіміра Караткевіча» Кислициной А. Н.[5]

## Признание
- Член Союза писателей Беларуси (с 2012 года).
- Лонг-лист премии имени Александра и Марии Стагановичей за книгу «Женщины в жизни Владимира Короткевича» (2015)
- «Национальная литературная премия»[бел.] в номинации «Лучшее критическое произведение» за книгу «Женщины в жизни Владимира Короткевича»[2][6] (2015).